# Stoloteuthis leucoptera
Stoloteuthis leucoptera är en bläckfiskart som först beskrevs av Addison Emery Verrill 1878.  Stoloteuthis leucoptera ingår i släktet Stoloteuthis och familjen Sepiolidae. IUCN kategoriserar arten globalt som otillräckligt studerad. Inga underarter finns listade i Catalogue of Life.